# Dulhan Hum Le Jayenge
Dulhan Hum Le Jayenge è un film del 2000 diretto da David Dhawan.